# David Bordwell
David Bordwell (født 23. juli 1947, død 1. marts 2024) var en amerikansk filmteoretiker og filmhistoriker. Siden han blev ph.d. i filmvidenskab i 1974, skrev han mere end femten filmvidenskabelige bøger bl.a. Narration in the Fiction Film (1985), Making Meaning (1989) og On the History of Film Style (1997). Med sin kone Kristin Thompson skrev Bordwell lærebøgerne Film Art (1979) og Film History (1994) og sammen med filosoffen Noël Carroll redigerede Bordwell antologien Post-Theory: Reconstructing Film Studies (1996), der var et polemisk indslag mod tidens filmteori.
Hans mest omfattende arbejde er The Classical Hollywood Cinema: Film Style and Mode of Production to 1960 (1985), som han skrev i samarbejde med Thompson og Janet Staiger. Flere af hans mere indflydelsesrige artikler om filmteori, narration og stil er samlet i Poetics of Cinema (2007). Bordwell var professor i filmvidenskab ved University of Wisconsin-Madison. Han er især berømt for sine bidrag til undersøgelser af filmiske fortælleformer og filmstil. Han er også kendt for at udvikle den historiske poetik samt for sine bidrag til den kognitivistiske filmvidenskab.
Bordwell og Thompson havde sammen bloggen "Observations on film art," om deres løbende overvejelser over film.
 Der er for få eller ingen kildehenvisninger i denne artikel, hvilket er et problem. Du kan hjælpe ved at angive troværdige kilder til de påstande, som fremføres i artiklen.